# Estação Primera Junta
A Estação Primera Junta é uma das estações do Metro de Buenos Aires, situada em Buenos Aires, entre a Estação Acoyte e a Estação Puán. Faz parte da Linha A.
Foi inaugurada em 01 de julho de 1914. Localiza-se no cruzamento da Avenida Rivadavia com a Rua Rojas e a Rua Del Barco Centenera. Atende o bairro de Caballito.
Foi à cabeceira da linha até dezembro de 2008, quando foi inaugurada a extensão desta linha para o oeste y se habilitaram as estações Puan e Carabobo, que temporalmente tem-se convertido na cabeceira oeste da linha.
Trata-se de una zona com comércios de diferentes rubros, e podem encontrar-se varias instituições educativas. Desde aqui partem os trens para o talher Polvorín, onde se lhes faz o mantimento, percorrendo as Ruas Emilio Mitre, Hortiguera e a Av. Directorio pela superfície. Esse mesmo recorrido é utilizado os fins de semana e feriados pelo Trem Histórico de Buenos Aires, uma viagem educativa de dois quilômetros a bordo de bondes restaurados brindado pela Associação Amigos do Bonde que evoca o sistema viário que percorria a cidade até 1963. Nas proximidades pode encontrar-se, a estação Caballito do Ferrocarril Domingo Faustino Sarmiento.
Esta estação pertenceu ao quarto trecho da linha inaugurado em 1 de julho de 1914, que unia esta estação e a de Plaza de Mayo, recebendo originalmente o nome de Caballito.